# Sommery
Sommery es una comuna francesa situada en el departamento de Sena Marítimo, en la región de Normandía.

## Demografía
| 782 | 735 | 665 | 619 | 583 | 645 | 828 |
| Para los censos de 1962 a 1999 la población legal corresponde a la población sin duplicidades (Fuente: INSEE [Consultar]) |     |     |     |     |     |     |